# Ladstatt (Gemeinde St. Jakob in Defereggen)
Ladstatt ist eine Rotte der Fraktion Oberrotte in der Gemeinde St. Jakob in Defereggen im Defereggental (Osttirol).

## Geographie
Ladstatt liegt in rund 1500 Metern Höhe am Talboden des Defereggentals nördlich der Schwarzach.  Benachbarte Ortschaften sind Mariahilf im Osten bzw. das rund 2 Kilometer entfernte Erlsbach im Westen. Südlich bzw. am gegenüberliegenden Ufer der Schwarzach liegt Pötsch. Durch Ladstatt führt die Defereggentalstraße (L 25).
Zur Rotte Ladstatt gehören zwei Siedlungsteile. Der größere, Hinterladstatt bzw. Oberladstatt, liegt zwischen dem Grosseggbachl im Westen und einem unbenannten Wasserlauf im Osten. Zum Ortsteil gehören die traditionellen Hofstellen Außer Melcherlis (Oberrotte 45a), Inner Melcherlis  (Oberrotte 45b), Lippen (Oberrotte 46), Troger Außenbei (Oberrotte 47), Troger Inbei (Oberrotte 48) sowie dem Gebäude Oberrotte 94. Hinzu kommen westlich eines unbenannten Wasserlaufs die Hofstellen Veidn (Oberrotte 42), Steffen (Oberrotte 43) und das Gebäude Oberrotte 72, die gemeinsam Vorderladstatt bzw. Unterladstatt bilden.

## Geschichte
Den Grundstein für die Besiedlung von Ladtstatt wurde durch zwei mittelalterliche Schwaigen (Urhöfe) gelegt. Dies war einerseits das Freistift Hinterladstatt (Oberladstatt), das zur Grundherrschaft des Schloss Bruck unterstand und andererseits die Schwaige Vorderladstatt (Unterladstatt), das zur Grundherrschaft der Schlosskapelle Rabenstein bzw. dem Rabensteinschen Benefizium in der Liebburg gehörte. Im Bereich dieser Schwaigen entstand durch Neurodung die Raute Pötsch, die zur Grundherrschaft der Pfarre Windisch-Matrei gehörte. Der Name Ladstatt (früher auch Looschtit) leitet sich von einem Umladeplatz beim Heuziehen ab.

## Bauwerke und sakrale Kunst
Historisch bedeutendstes Gebäude in Ladstatt ist das Wohngebäude des Bauernhofs Lippen. Das zweigeschoßiges Wohngebäude mit Blockpfettendach besitzt einen Baukern aus dem 18. Jahrhundert, jedoch wurde der nördliche Teil um 2000 abgetragen und neu aufgebaut. Das giebelseitig erschlossene Mittelflurhaus besitzt in beiden Geschoßen umlaufende Söller. Nördlich des Bauernhofs Außertroger besteht eine Dachharpfe mit einem Tor, die 1990 errichtet wurde. Das Wegkreuz Veidn stammt aus dem 19. Jahrhundert.